# Joseph Baker
Joseph Baker (1767- 1817) est un officier de la Royal Navy connu pour son rôle dans la cartographie de la côte nord-ouest du Pacifique durant l'expédition de George Vancouver entre 1791 et 1795. Le mont Baker porte son nom.

## Expédition de Vancouver
À partir de 1787, il servit sur le navire HMS Europa (en) où il rencontra George Vancouver qui était lieutenant à ce moment ainsi que Peter Puget. Vancouver prit Baker comme troisième lieutenant (et Puget comme second) sur le HMS Discovery pour une expédition en direction des côtes nord-américaines du Pacifique.

## Après l'expédition
À la fin de l'expédition, Baker passa plusieurs années à réaliser des publications concernant les découvertes du voyage. Après la paix d'Amiens qui vit la réduction de la Royal Navy, il vécut avec sa famille à Presteigne au Pays de Galles.
Il fut rappelé en 1809 et devint capitaine. En 1811, son navire HMS Tartar s'échoua sur l'île d'Anholt. Baker fut acquitté à la cour martiale mais ne reprit jamais le service ensuite. Il retourna à Presteigne et resta ami avec Puget qui s'installa à proximité lorsque celui-ci quitta le service.